# The Brian May Band
The Brian May Band è stata una rock band inglese, formata dal chitarrista dei Queen Brian May, per i tour promozionali dei suoi album in studio.

## Carriera
La sezione ritmica della band era composta dal batterista Cozy Powell e dal bassista Neil Murray, che avevano precedentemente lavorato insieme nei Black Sabbath e nei Whitesnake. Spike Edney, che fu il tastierista dei Queen tra il 1984 e il 1986, prese il posto della tastiera.
La band si è formata originariamente nell'Ottobre del 1991 per l'esibizione al Guitar Legends nel Maggio 1991 a Siviglia, in Spagna. I membri della band collaborarono con Brian May, alle registrazioni dei suoi due album solisti, Back to the Light del 1992 e Another World del 1998.
La band presto partì per un tour negli Stati Uniti, in Europa e in Giappone, da cui verrà estratto l'album dal vivo Live at the Brixton Academy del 1994. Il tour terminò nel Dicembre 1993, quando May tornò in studio con i compagni di band dei Queen Roger Taylor e John Deacon per l'ultimo album in studio dei Queen, Made In Heaven. Nel frattempo, Cozy Powell e Neil Murray tornarono a lavorare con i Black Sabbath, ed entrambi si unirono successivamente alla Band di Peter Green.
Per il tour del 1998, Eric Singer, diventato poi famoso nei KISS, fu scelto come sostituto all'ultimo minuto per Cozy Powell, morto in un incidente d'auto all'inizio di quell'anno.
Nel 2005, sia Jamie Moses che Spike Edney si unirono alla collaborazione Queen + Paul Rodgers nel loro tour mondiale.

## Discografia
- Live at the Brixton Academy (1994)

## Formazione
- Brian May – voce, chitarra solista e ritmica
- Neil Murray – basso
- Cozy Powell – batteria, percussioni
- Jamie Moses – chitarra ritmica
- Spike Edney – tastiera
- Catherine Porter – cori
- Shelley Preston – cori